# Nana-Mambéré
Nana-Mambéré és una de les 14 prefectures de la República Centreafricana. Està situada a l'oest del país, junt amb el Camerun. La seva capital és Bouar. Frontereja amb les prefectures d'Ouham-pendé al nord i aquest, Ombella-m'poko a l'est, i Mambéré-Kadéï al sud.
A més de Bouar, també són importants les ciutats de Baboua, a l'oest, i Baoro, a vores del Riu Lobaye.
Nana-Mambéré es troben uns famosos megàlits, monuments de granit construïts fa milers d'anys per cultures desconegudes.